# Russell Peters

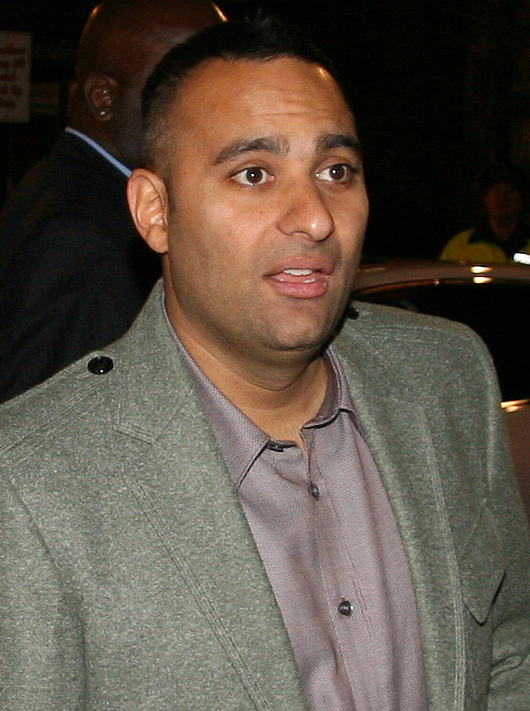
Peters im Jahr 2008

Russell Dominic Peters (* 29. September 1970 in Toronto) ist ein kanadischer Stand-Up-Komiker und Schauspieler. Er beschäftigt sich in seinen Programmen oft und ausgiebig mit ethnischen und nationalen Stereotypen.

## Leben und Karriere
Peters Eltern stammen aus Indien. Er wurde 1970 in Toronto geboren, wuchs in Brampton (Ontario) auf und begann 1989, im Alter von 19 Jahren, als Komiker aufzutreten. Größere Bekanntheit als Stand-Up-Komiker wurde ihm unter anderem auf Grund von Auftritten in den kanadischen Fernsehsendungen Comics! und Comedy Now! zu Teil, die teilweise auch in den Vereinigten Staaten zu sehen waren. Als Highlights seiner Karriere nannte Peters 2008 in einem Interview einen Auftritt im Jahr 2005, als er im Apollo Theater in New York als erster Künstler mit südasiatischen Vorfahren für eine ausverkaufte Halle sorgte und zwei Auftritte an aufeinanderfolgenden Abenden im Air Canada Centre in Toronto im Jahr 2007, als jeweils 15.000 Eintrittskarten verkauft wurden. 2008 hatte er einen Auftritt in der The Tonight Show mit Jay Leno, 2009 war er zu Gast in der Late Late Show von Craig Ferguson. In den folgenden Jahren trat er zunehmend auch außerhalb von Nordamerika auf, 2008 war er beispielsweise jeweils für mehrere Auftritte in Australien, Indien, Norwegen, Schweden, Singapur, Dubai und Beirut, 2009 war er in der O2 arena in London zu sehen. Neben seinen Stand-Up-Auftritten arbeitet Peters gelegentlich auch als Schauspieler. Des Weiteren ist er 2009 zum zweiten Mal nach 2008 Gastgeber der Verleihung der Juno Awards.

## Alben / DVDs
- 2006: Russell Peters: Outsourced (The Warfield, San Francisco)
- 2008: Russell Peters: Red, White, and Brown (WAMU Theatre, Madison Square Garden, New York)
- 2011 The Green Card Tour: Live from the O2 Arena
- 2013 Notorious (Netflix)

## Filmografie (Auswahl)
- 2011: Source Code
- 2012: Girl in Progress
- 2017: Ripped
- 2017: The Indian Detective (Miniserie, 4 Episoden)
- 2020: The Opening Act
- 2021: Clifford der große rote Hund (Clifford the Big Red Dog)
- 2023: The Neighborhood (Fernsehserie, 1 Episode)
- 2023: Velma (Fernsehserie)